# كأس لوكسمبورغ 2014–15
كأس لوكسمبورغ 2014–15 هو الموسم 93 من كأس لوكسمبورغ. أقيم خلال الفترة 30 أغسطس 2014 وحتى 31 مايو 2015، وأشرف على تنظيمه اتحاد لوكسمبورغ لكرة القدم، وفاز فيه نادي ديفردانج 03.